# Utsira (Seegebiet)

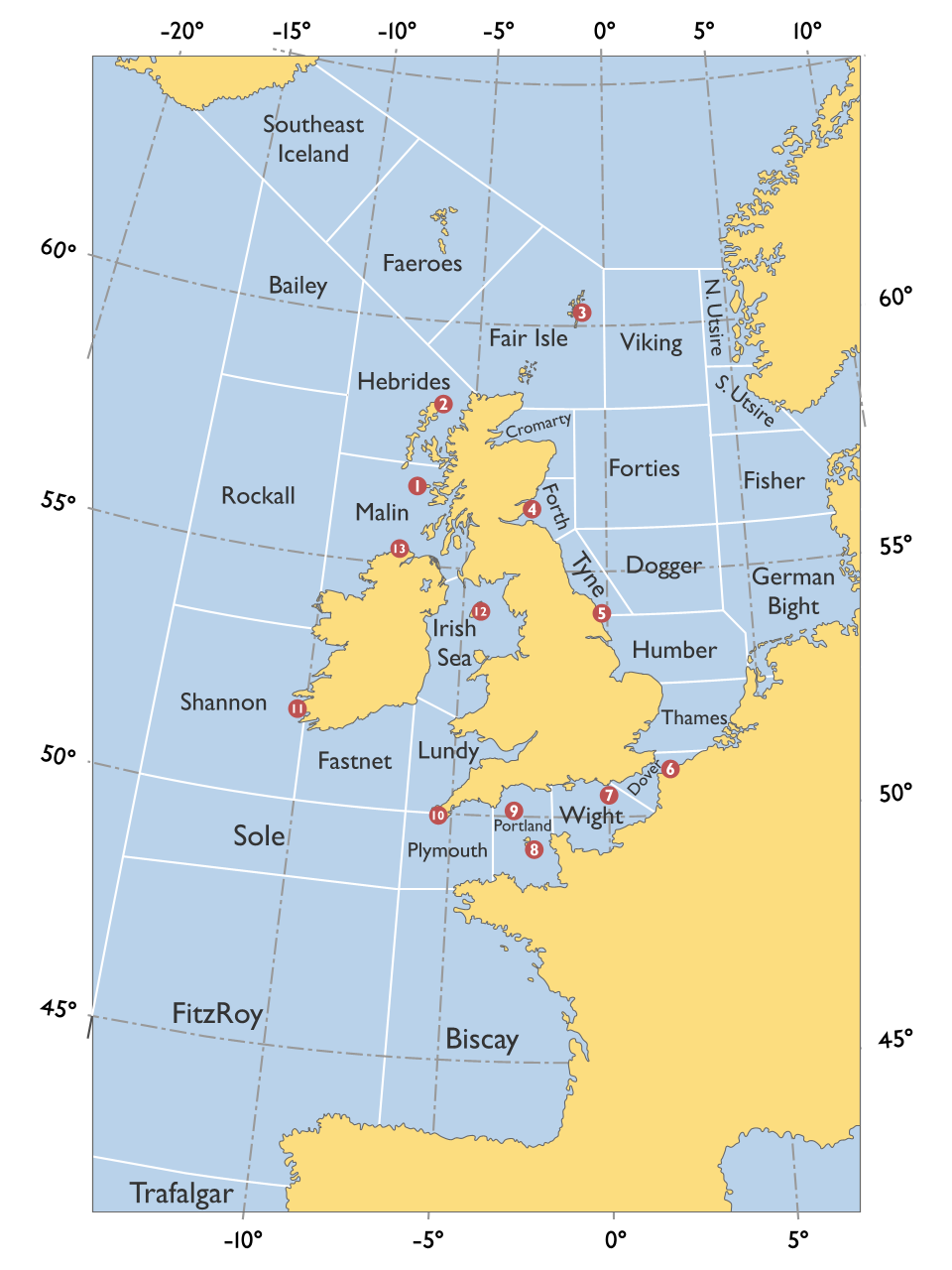
Karte der Seegebiete gemäß dem Sprachgebrauch des Seewetterdienstes (Shipping Forecast) der BBC

Utsira ist ein Seegebiet der östlichen Nordsee.  Es liegt westlich der norwegischen Küste und reicht im Süden ca. 50 naut. Meilen über die Südspitze Norwegens hinaus. Benannt ist es nach der zu Norwegen gehörenden Insel Utsira. Es wird unterteilt in die zwei Seegebiete Utsira-Nord und Utsira-Süd (siehe Karte).
Südlich liegen die Seegebiete Fischer und Deutsche Bucht.
Westlich grenzen die Seegebiete Viking und Forties an.